# Eugène Parlier
Eugène Parlier (ur. 13 lutego 1929 w Montreux, zm. 30 października 2017 tamże) – szwajcarski piłkarz grający na pozycji bramkarza. W swojej karierze rozegrał 21 meczów w reprezentacji Szwajcarii.

## Kariera klubowa
Swoją karierę piłkarską Parlier rozpoczął w klubie Neuchâtel Xamax. W sezonie 1948/1949 zadebiutował w nim w pierwszej lidze szwajcarskiej. W 1949 roku odszedł do Servette FC. W sezonie 1949/1950 wywalczył z Servette mistrzostwo Szwajcarii. W Servette występował do końca 1954 roku.
Na początku 1950 roku Parlier przeszedł do klubu Urania Genève Sport. Z kolei w 1960 roku został zawodnikiem FC Biel-Bienne. W sezonie 1964/1965 występował w Lausanne Sports i został z nim mistrzem kraju. W sezonie 1965/1966 bronił barw Étoile Carouge FC, w którym zakończył karierę.

## Kariera reprezentacyjna
W reprezentacji Szwajcarii Parlier zadebiutował 28 grudnia 1952 w przegranym 0:2 meczu Pucharu im. Dr. Gerö z Włochami, rozegranym w Palermo. W 1954 roku został powołany do kadry na mistrzostwa świata w Szwajcarii. Na nich był podstawowym bramkarzem i wystąpił w czterech spotkaniach: z Włochami (2:1), z Anglią (0:2), ponownie z Włochami (4:1) i ćwierćfinale z Austrią (5:7). W kadrze narodowej od 1952 do 1960 roku rozegrał 21 meczów.